# Autoridad Laboral Europea
La Autoridad Laboral Europea (en inglés: European Labour Authority, ELA) es una agencia de la Unión Europea responsable de coordinar y apoyar la aplicación del Derecho laboral europeo. Inició sus actividades en octubre de 2019, aunque no se espera que esté totalmente operacional hasta 2024.
La Autoridad Laboral Europea es el organismo que gestiona la Oficina Europea de Coordinación EURES.
Tiene su sede en Bratislava, Eslovaquia.

## Historia
La creación de la agencia fue propuesto por primera vez por el presidente de la Comisión Europea, Jean-Claude Juncker, durante su discurso sobre el Estado de la Unión en 2017. El 13 de febrero de 2018, la Comisión Europea presentó su primer proyecto de reglamento. El 14 de febrero de 2019, el Parlamento y el Consejo alcanzaron un acuerdo provisional sobre el proyecto. Finalmente, el 13 de junio de 2019 la Comisión anunció que la ciudad eslovaca de Bratislava acogería la sede central de la agencia. El 11 de julio de 2019, se publicó el Reglamento de creación.

## Objetivos
De acuerdo con lo establecido en el artículo 2 del Reglamento 2019/1149, los objetivos de la ELA son:
- Facilitar el acceso de las personas y los empleadores a la información sobre sus derechos y obligaciones, así como a los servicios pertinentes.
- Apoyar la cooperación entre los países miembros en la aplicación transfronteriza de la legislación pertinente de la Unión, incluida la facilitación de inspecciones conjuntas.
- Mediar y facilitar una solución en casos de disputas transfronterizas entre autoridades nacionales o interrupciones en el mercado laboral.
- Apoyar la cooperación entre los Estados miembros en la lucha contra el trabajo no declarado.

La agencia no ejerce ninguna autoridad reguladora directamente, sino que trabaja para coordinar los esfuerzos de aplicación de otras agencias europeas. Entre las tareas de la agencia se encuentran la resolución de disputas que surjan bajo su autoridad, la coordinación de las inspecciones laborales y el intercambio de información entre los Estados miembros.

## Organización de la ELA
La Autoridad Laboral Europea (ELA) se organiza mediante un Consejo de Administración, el Director Ejecutivo de la Agencia y el Grupo de partes interesadas.

### Consejo de Administración
El Consejo de administración está compuesto por un representante de cada país miembro, dos representantes de la Comisión y un experto independiente nombrado por el Parlamento Europeo y cuatro miembros en representación de organizaciones de interlocutores sociales intersectoriales a escala de la Unión, con una representación paritaria de sindicatos y organizaciones patronales. El consejo elige a su propio presidente y vicepresidente.
Entre los cometidos del consejo está establecer la organización interna del organismo, aprobar los presupuestos anuales, nombrar al director ejecutivo y establecer el programa de trabajo de la agencia.

### Director ejecutivo
El director ejecutivo es el funcionario encargado de gestionar y representar a la agencia. Responde ante el Consejo de Administración, si bien tiene la obligación de informar al Parlamento Europeo cuando éste así lo solicite.

#### Lista de directores ejecutivos
- Jordi Curell Gotor (2019–2021).[8] Director ejecutivo en funciones como director de Movilidad Laboral de la Dirección General de Empleo, Asuntos Sociales e Inclusión de la Comisión Europea.
- Cosmin Boiangiu (2021–presente).[8] Primer director ejecutivo de la Autoridad. Se espera que asuma el cargo a principios de 2021.

### Grupo de partes interesadas
El Grupo de partes interesadas es un órgano consultivo compuesto por dos representantes de la Comisión y diez representantes de los interlocutores sociales a nivel de la Unión con una representación paritaria de sindicatos y organizaciones patronales, incluidos interlocutores sociales sectoriales de la Unión reconocidos que representen sectores particularmente afectados por las cuestiones de movilidad laboral. El Grupo es presidido por el director ejecutivo, y se reúne, como mínimo, dos veces al año.